# 5930 Zhiganov
5930 Zhiganov este un asteroid din centura principală de asteroizi.

## Descriere
5930 Zhiganov este un asteroid din centura principală de asteroizi. A fost descoperit pe 2 noiembrie 1975 la Observatorul de Astrofizică din Crimeea de Tamara Smirnova. El prezintă o orbită caracterizată de o semiaxă mare de 2,25 ua, o excentricitate de 0,09 și o înclinație de 4,8° în raport cu ecliptica.